# Eucynorta coccinelloides
Eucynorta coccinelloides is een hooiwagen uit de familie Cosmetidae.